# Attack (album)
Pour les articles homonymes, voir Attack.
Albums de AAA
All
(2007)
Singles
Attack est le 1eralbum du groupe AAA, sorti sous le label Avex Trax le 1er janvier 2006 au Japon. Il atteint la 16e place du classement de l'Oricon, et reste classé pendant 11 semaines, pour un total de 56 693 exemplaires vendus. Il sort en format CD et CD+DVD. Le mini album du même nom est sorti le même jour. C'est le 2e album le plus vendu des AAA à ce jour (2011).

## Liste des titres
| 1.  | BLOOD on FIRE                        | Sasaki Osamu  | Watanabe Miki          | 4:26 |
| 2.  | DRAGON FIRE                          | Akio Shimizu  | Akio Shimizu           | 4:29 |
| 3.  | Welcome to This World                | Sotaro & KEN  | Sotaro & KEN, H-Wonder | 4:16 |
| 4.  | Taiyou (太陽)                        | Takeshi Kawai | Takeshi Kawai          | 4:43 |
| 5.  | Kirei na Sora (きれいな空)           | Hara Hiroaki  | Hara Hiroaki           | 4:37 |
| 6.  | Saikyou Babe (最強 Babe)             | motsu         | face 2 fAKE            | 3:59 |
| 7.  | Get or Lose                          | Mori Hiromi   | Takeshi Hayashida      | 4:52 |
| 8.  | Deai no Chikara (出会いのチカラ)     | Kenn Kato     | face 2 fAKE            | 4:57 |
| 9.  | Friday Party                         | m.c.A.T       | Akio Togashi           | 3:53 |
| 10. | VIRGIN F                             | motsu         | Gotô Toshitsugu        | 4:22 |
| 11. | Chikyuu ni Dakarete (地球に抱かれて) | Panta         | Satoshi Mamoru         | 4:19 |
| 12. | Bokura no Te (ボクラノテ)            | Takumi Ishida | Takumi Ishida          | 4:59 |

| 1. | Welcome to This World      |  |
| 2. | CRAZY GONNA CRAZY          |  |
| 3. | Kirei na Sora (きれいな空) |  |
| 4. | Friday Party               |  |
| 5. | BLOOD on FIRE              |  |
| 6. | DRAGON FIRE                |  |

| 1. | BLOOD on FIRE                        | Sasaki Osamu | Watanabe Miki          | 4:26 |
| 2. | DRAGON FIRE                          | Akio Shimizu | Akio Shimizu           | 4:29 |
| 3. | Welcome to This World                | Sotaro & KEN | Sotaro & KEN, H-Wonder | 4:16 |
| 4. | Kirei na Sora (きれいな空)           | Hara Hiroaki | Hara Hiroaki           | 4:37 |
| 5. | Friday Party                         | m.c.A.T      | Akio Togashi           | 3:53 |
| 6. | Chikyuu ni Dakarete (地球に抱かれて) | Panta        | Satoshi Mamoru         | 4:19 |